# Outward
Outward est un jeu vidéo de monde ouvert de fantasy développé par le studio canadien Nine Dots et publié par Deep Silver. Le jeu peut être joué en multijoueur soit en ligne, ou soit localement via un écran partagé. Le jeu se concentre sur la survie ainsi que sur le concept du joueur étant un roturier plutôt qu'un héros, et présente plusieurs aspects du jeu de survie.

## Système de jeu
En plus du gameplay partageant des jeux d'action-RPG, Outward comprend plusieurs aspects de survie, tels que le fait de devoir surveiller attentivement sa chaleur corporelle, sa faim, sa fatigue et sa soif. Il est également possible que le personnage du joueur souffre de problème variés tels qu'un rhume, une maladie ou une indigestion. Perdre toute sa santé au combat peut entraîner diverses conséquences, notamment d'être emprisonné par les ennemis ou ramené en sécurité par un PNJ. Le jeu dispose d'un système de sauvegarde automatique, ce qui signifie que le joueur n'est pas en mesure de sauvegarder manuellement et de revenir aux sauvegardes antérieures lors de la mort ou d'autres revers de ce type. Bien que le jeu ait un système de magie, les sorts ont été spécialement conçus pour être difficiles à obtenir. En outre, les compétences et les augmentations de statistiques sont acquises en accomplissant des quêtes données par les PNJ ou en payant des experts pour recevoir une formation. Les quêtes ont de multiples résultats, et le succès ou l'échec peut affecter de manière permanente le monde du jeu et la façon dont l'histoire progresse, comme un personnage convaincu de rester dans une faction, ou une ville importante détruite de manière définitive si le joueur échoue de tuer certains personnages.

## Accueil
Le jeu a reçu des critiques mitigées selon l'agrégateur d'avis Metacritic,,.